# Єськи
Єськи (рос. Еськи) — село в Бежецькому районі Тверської області Російської Федерації.
Населення становить 99 осіб. Входить до складу муніципального утворення Шишковське сільське поселення.

## Історія
Від 2005 року входить до складу муніципального утворення Шишковське сільське поселення.

## Населення
| 1859 | 1897  | 2008 | 2010 |
| ---- | ----- | ---- | ---- |
| 2075 | ↘1194 | ↘105 | ↘99  |